# اکسپوزوم
مواجهه کل یا اکسپوزوم (به انگلیسی: Exposome) شامل تمام موارد مواجهه محیطی انسان بعد از تولد فرد است.
مواجهه کل اولین بار در سال ۲۰۰۵ توسط یک همه‌گیرشناس سرطان به نام «کریستوفر پاول وایلد» در مقاله‌ای با عنوان «تکمیل کننده ژنوم بوسیله مواجه کل» پیشنهاد شد.
مواجهه کل بیشتر در شاخه‌های مختلف همه‌گیرشناسی مانند همه‌گیرشناسی سرطان و شاخه‌های مختلف سم‌شناسی مانند سم شناسی شغلی و سم‌شناسی محیطی کاربرد دارد.